# Port lotniczy Gustavo Rizo
Port lotniczy Gustavo Rizo – międzynarodowe lotnisko na Kubie, zlokalizowane w mieście Baracoa.